# Albert von Schnürlen

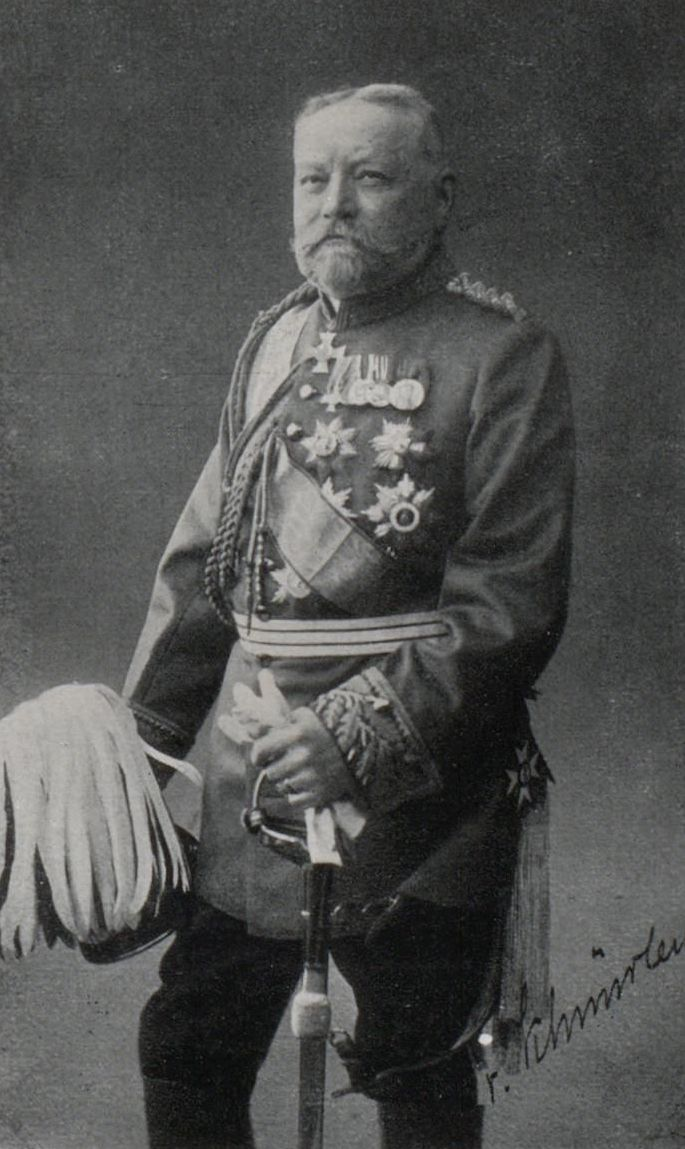
Albert von Schnürlen

Albert von Schnürlen (* 6. Mai 1843 in Tübingen; † 19. Februar 1926 in Stuttgart) war ein württembergischer General der Infanterie und Kriegsminister.

## Leben
Schnürlen war der Sohn eines praktischen Arztes in Tübingen und gehörte der evangelischen Kirche an. Ursprünglich plante er eine Laufbahn im staatlichen Verwaltungsdienst, begann ein Studium der Staatswissenschaften in Tübingen und wurde Mitglied des Corps Ulmia. Am 1. April 1864 trat er einer damaligen Tradition folgend als sogenannter „100-tägiger“ Student in die Württembergische Armee ein. Da ihm das Soldatenleben zusagte, verpflichtete er sich auf Dauer und wurde am 11. Juni 1866 Leutnant im 6. Infanterie-Regiment in Ulm. Kurz nach Ausbruch des Deutsch-Französischen Krieges am 20. Juli 1870 erfolgte seine Beförderung zum Oberleutnant. Im Feldzug gegen Frankreich war er beim Detachement von Oberst Steubert beteiligt. Dieses hatte zunächst die Schwarzwaldübergänge und später die Etappenstraßen der 3. Armee zu sichern. In den folgenden Jahren diente Schnürlen als Bataillons- und Regimentsadjutant und nach seiner Beförderung zum Hauptmann am 10. April 1876 als Kompaniechef im 6. Infanterie-Regiment. Nach einer Tätigkeit als Adjutant beim Generalkommando des XIII. Armeekorps in Stuttgart wurde Schnürlen in den Generalstab der 27. Division in Ulm versetzt. Am 21. Mai 1884 erfolgte seine Beförderung zum Major und er wurde wieder dem Generalstab des XIII. Armeekorps zugeteilt. Im Januar 1890 übernahm Schnürlen das Kommando eines Bataillons im 8. Infanterie-Regiment Nr. 126 in Straßburg. Am 24. März 1890 erfolgte seine Beförderung zum Oberstleutnant und im März 1891 die Versetzung in den Stab des Grenadier-Regiments „Königin Olga“ Nr. 119. Im Juli 1892 wurde Schnürlen zur Dienstleistung in die Militärabteilung des Kriegsministeriums kommandiert. Am 14. Februar 1893 erfolgte seine Beförderung zum Oberst. Im Januar 1895 übernahm Schnürlen das Kommando des Infanterie-Regiments „Alt-Württemberg“ Nr. 121 in Ludwigsburg. Am 18. Oktober 1896 kam seine Beförderung zum Generalmajor und im Januar wurde er Kommandeur der 53. Infanterie-Brigade in Ulm. Am 24. Februar 1900 beförderte ihn König Wilhelm II. zum Generalleutnant und übertrug ihm das Kommando der 26. Division in Stuttgart.
Infolge des Rücktritts von Kriegsminister Schott von Schottenstein beauftragte der König Generalleutnant Schnürlen am 20. März 1901 mit der Führung der Geschäfte des Kriegsministers. Die förmliche Ernennung Schnürlens zum Staatsminister des Kriegswesens wurde bereits am 15. April desselben Jahres mit der Bildung der Regierung Breitling bekannt gegeben. Am 25. Februar 1904 erfolgte die Beförderung Schnürlens zum General der Infanterie. Am 11. Juni 1906 wurde Schnürlen auf eigenen Wunsch, unter Stellung à la suite des Infanterie-Regiments „König Wilhelm I.“ (6. Württembergisches) Nr. 124, in den Ruhestand versetzt und lebte seitdem als Pensionär in Stuttgart.
Als Kriegsminister hatte er sich besonders um die Versorgungslage der Militärpensionäre sowie der Witwen und Waisen ehemaliger Angehöriger der Armee gekümmert. Der Jubiläumsartikel zum fünfzigjährigen Dienstjubiläum am 1. April 1914, veröffentlicht im Militär-Wochenblatt, bescheinigte Schnürlen „ein warmes Herz und unbegrenztes Wohlwollen für Untergebene“ und ein tatkräftiges Eintreten für „das Wohl derjenigen, die er für tüchtig im Dienst erkannt hatte“.

## Ehrungen
- Großkreuz des Ordens der Württembergischen Krone
- Großkreuz des Friedrichs-Ordens[3]
- Württembergisches Militärdienstehrenzeichen I. Klasse[3]
- Württembergische Silberne Jubiläums-Medaille[3]
- Kriegsdenkmünze für die Feldzüge 1870–71[3]
- Großkreuz des Bayerischen Militärverdienstordens[3]
- Großkreuz des Ordens der aufgehenden Sonne[3]
- Roten Adler-Ordens I. Klasse[3]
- Stern zum Kronen-Ordens II. Klasse[3]
- Großkreuz des Albrechts-Ordens[3]
- Großkreuz des Hausordens vom Weißen Falken[3]